# Barbara Ko Sun-i
Św. Barbara Ko Sun-i (ko. 고순이 바르바라) (ur. 1798 w Seulu, Korea, zm. 29 grudnia 1839 tamże) – święta Kościoła katolickiego, męczennica.
Barbara Ko Sun-i była córką Ko Kwang-song, koreańskiego męczennika z 1801 roku. W wieku 18 lat wyszła za mąż za Augustyna Pak Chong-wŏn. Małżeństwo to miało troje dzieci. Barbara Ko pomagała swojemu mężowi w działalności charytatywnej, uczyła katechumenów i opiekowała się chorymi. Gdy w czasie prześladowań chrześcijan uwięziono jej męża, postanowiła sama oddać się w ręce władz. Jednak zanim zamiar ten zdążyła zrealizować, została aresztowana 27 października 1839 roku. Była kilkakrotnie torturowana, gdyż chciano zmusić ją do wyrzeczenia się wiary. Została ścięta w Seulu w miejscu straceń za Małą Zachodnią Bramą 29 grudnia 1839 roku z 6 innymi katolikami (Barbarą Cho Chŭng-i, Magdaleną Han Yŏng-i, Piotrem Ch’oe Ch’ang-hŭb, Benedyktą Hyŏng Kyŏng-nyŏn, Elżbietą Chŏng Chŏng-hye i Magdaleną Yi Yŏng-dŏk). Miesiąc później stracono jej męża.
Dzień jej wspomnienia przypada 20 września (w grupie 103 męczenników koreańskich).
Beatyfikowana razem z mężem 5 lipca 1925 roku przez Piusa XI, kanonizowana 6 maja 1984 roku w Seulu przez Jana Pawła II w grupie 103 męczenników koreańskich.